# ميدان الأمير عبد المجيد العالمي
ميدان الأمير عبد المجيد العالمي يحمل أكبر ساعة في العالم بقطر 80 مترا تزين ميدان الأمير عبد المجيد في السعودية.

## التكلفة
تبلغ تكلفة المشروع 7 ملايين ريال سعودي.

## الشكل
هو عبارة عن نافورة تعمل بشكل ساعة حقيقية ولكن بطريقة حديثة (على شكل نوافير) حيث يوجد عقرب قصير للساعات وآخر طويل للدقائق على شكل نافورة تنطلق على طول خط مستقيم، ويوجد عقرب للثواني حيث تعلو المياه في عقرب الدقائق مرة لتمثل مرور 5 ثوان. وترتفع النافورة 6 أمتار وتكون المياه على هيئة حائط مائي مع وجود خزان في الأسفل يقوم بسحب المياه وضخها مرة ثانية، كما يوجد خزان آخر في الحديقة المجاورة لتغذية النافورة وسحب المياه منها إضافة إلى خزان ثالث لري الزراعات المحيطة وتوجد في الجزء الوسطي نافورة تعمل طوال فترة التشغيل وتكون كرابط بين عقربي الدقائق والساعات (ملتقى عقارب الساعات). أما ما يخص الإنارة الليلية فتتم عبر عقارب الساعة حيث يكون عقربا الدقائق باللون الأزرق والساعات باللون الأبيض والثواني باللون الأحمر. ويتم عمل توقيت وتزامن بين الإضاءات والألوان وحركة النوافير للعقارب الثلاثة.